# Vladimir Iosifovič Veksler
Vladimir Iosifovič Veksler (4. března 1907 – 22. září 1966) byl prominentní sovětský experimentální fyzik.
Vekslerova rodina se přestěhovala z Žytomyru do Moskvy v roce 1915. Roku 1931 absolvoval moskevský energetický institut. Následně v roce 1936 začal pracovat na Lebeděvově fyzikálním ústavu, kde se zapojil do vývoje částicových detektorů a studia kosmického záření. Účastnil se několika expedic do Pamíru a na horu Elbrus, které byly věnovány studiu složení kosmického záření. V roce 1944 začal pracovat v oblasti fyziky urychlovačů, kde se stal známým pro vynález mikrotronu, a rozvoj synchrotronu nezávisle na Edwinu McMillanovi
V roce 1956 založil a stal se prvním ředitelem laboratoře vysokých energií ve Spojeném ústavu jaderných výzkumů v Dubně, kde byly pod jeho vedením postaveny ve své době největší protonové urychlovače částic na světě.
V letech 1946-1957 byl korespondenčním členem sovětské akademie věd. Řádným členem akademie se stal roku 1958. V roce 1963 byl jmenován vedoucím oddělení jaderné fyziky akademie věd. V roce 1965 založil časopis Jaderná fyziky (Jadernaja fizika) a stal se jeho prvním šéfredaktorem.
Dostalo se mu mnoha poct, včetně Stalinovy ceny v roce 1951, Americké ceny Atomy pro mír v roce 1963 a Leninovy ceny v roce 1959. 
Ulice v Dubně, Oděse, Žitomiru a CERNu jsou pojmenovány na jeho počest.